# بيتر فيرارو
بيتر فيرارو (بالإنجليزية: Peter Ferraro)‏ هو لاعب هوكي جليد أمريكي، ولد في 24 يناير 1973 في بورت جفرسون في الولايات المتحدة.

## وصلات خارجية
- بيتر فيرارو على موقع دوري الهوكي الوطني (الإنجليزية)
- بيتر فيرارو على موقع EliteProspects.com (الإنجليزية)
- بيتر فيرارو على موقع HockeyDB.com (الإنجليزية)
- بيتر فيرارو على موقع Hockey-Reference.com (الإنجليزية)
- بيتر فيرارو على موقع أوليمبيديا (الإنجليزية)